# Sqlmap
sqlmap è un software open source per il penetration testing, che permette di automatizzare il rilevamento e lo sfruttamento di difetti nelle SQL injection e prendere così il controllo dei server DBMS. Il software lavora a linea di comando.

## Storia
Il progetto inizia nel 2006 sulla piattaforma GitHub da parte di Daniele Bellucci, successivamente sostituito da Bernardo Damele A. G. insieme a Miroslav Stampar che entra nel 2009. La prima versione 0.1 viene rilasciata nell'agosto 2006, mentre ad oggi l'ultima versione stabile è la 1.1, rilasciata il 2 gennaio 2017.

## Funzionalità
sqlmap supporta svariati DBMS come MySQL, Oracle, MariaDB, PostgreSQL, Microsoft SQL Server, Microsoft Access, IBM DB2, SQLite, Firebird, Sybase, SAP MaxDB, HSQLDB e Informix. Supporta inoltre sei diversi tipi di SQL injection.
Può riconoscere il formato hash delle password e lanciare su di esse degli attacchi a dizionario.
sqlmap integra al suo interno altri strumenti per il penetration testing come Metasploit e w3af.